# Slussen (plaats)
Slussen is een plaats in de gemeente Orust in het landschap Bohuslän en de provincie Västra Götalands län in Zweden. De plaats heeft 74 inwoners (2005) en een oppervlakte van 20 hectare.
De oudste bekende spelling is "Slusa" geschreven op een kaart van 1715. De naam Slussen heeft niets met een slot van doen, maar het komt van de oudere Noorse werkwoord Slusa, dat trapsgewijs water in een rotsachtige kreek beschrijft.